# Liberato II
| Recensione | Giudizio |
| ---------- | -------- |
| Newsic     | 7,25/10  |
| Ondarock   | 8/10     |
| Rockol     | 7/10     |

Liberato II è il secondo album in studio del cantante italiano Liberato, pubblicato il 9 maggio 2022.

## Descrizione
L'album contiene sei brani scritti dallo stesso artista più una cover interpretata in chiave techno del brano Cicerenella. Il disco è stato pubblicato il 9 maggio 2022 in versione digitale, una versione fisica invece è stata messa in vendita dallo stesso cantante il 9 dicembre successivo, sia in edizione CD che in vinile.

## Tracce
1. Partenope – 3:37
2. Nun ce penzà – 4:32
3. Nunneover – 3:27
4. Anna – 3:28
5. Guagliuncella napulitana – 3:12
6. Cicerenella – 5:22
7. 'Na storia e 'na sera – 3:40

## Classifiche
| Classifica (2022) | Posizione massima |
| ----------------- | ----------------- |
| Italia            | 10                |